# La falta de mossèn Mouret
 La falta de mossèn Mouret (títol original en francès: La Faute de l'abat Mouret) és una pel·lícula francesa de Georges Franju estrenada el 1970, adaptació de la novel·la homònima d'Émile Zola. Ha estat doblada al català.

## Argument
L'abat Mouret, jove sacerdot camperol és fascinat per la bella Albine que l'entrena, com en un somni, en un immens jardí meravellós, on es perden. Hi descobreix la sensualitat.
Albine mor i torna a la seva condició de sacerdot per inhumar-la.

## Repartiment
- Francis Huster: Abat Mouret
- Gillian Hills: Albine
- Lucien Barjon: Bambousse
- Margo Lion: La Teuse